# Raymond Fonsèque
Raymond Fonsèque (né le 27 novembre 1930 à Paris et décédé le 19 novembre 2011 à Évreux) est un tromboniste de jazz, tubiste et arrangeur français,. Il a dirigé son ensemble Original Jazz Band et le Hot Four Nouvelle-Orléans. En 1981, il reçoit le Prix Sidney Bechet.

## Biographie  et œuvre
Raymond Fonsèque a grandi à Orsay dans une famille de musiciens ; sa mère était pianiste classique, son père chanteur d'opéra et un frère batteur. A sept ans, il a pris des cours de piano ; à onze ans, il a appris la guitare hawaïenne, le violoncelle et a suivi des cours d'harmonie au Conservatoire de musique de Bordeaux pendant les années de la seconde guerre mondiale. En 1944, il a poursuivi ses études à Paris et a fait partie d'un ensemble vocal qui se produisait dans les églises. Après être passé au trombone, il commence à s'intéresser au Jazz Nouvelle-Orléans à partir de 1946 et travaille dans les années qui suivent avec Claude Luter & ses Lorientais, Robert Mavounzy, Jack Diéval et Christian Bellest. En 1948, il est cofondateur du Hot Club de la Vallée de Chevreuse. L'année suivante, il commence à travailler comme musicien professionnel, d'abord avec le pianiste Christian Chevallier, qui donne des concerts à La Coupole à Biarritz. Au début des années 1950, il joue entre autres avec André Réwéliotty, Yannick Singéry et Don Byas ; en 1950/51, il fait son service militaire à Courbevoie, où il est tubiste au 93ème Régiment d'Infanterie. Après des cours de tuba et de trombone au Conservatoire de musique de Paris dans la classe de Maître Paul Bernard où il travaille le trombone basse, il travaille avec Maxim Saury, Nelson Williams et dans la formation Metro Jazz avec Michel Attenoux et Gérard Badini, dans laquelle il joue avec Peanuts Holland et Lil Armstrong à la Salle Pleyel. En Allemagne, il a tourné avec les Dixie Pals de Armand Gordon.
Il fait également partie d'un ensemble de quatre trombonistes qui joue avec le pianiste André Persiany, travaille en duo avec Luis Fuentes et dans l'orchestre de Jacques Hélian, ainsi qu'avec Sidney Bechet, Big Bill Broonzy, Cat Anderson, Mezz Mezzrow, Albert Nicholas, Bill Coleman, Benny Waters et Kenny Clarke. Il fonde la formation Hot Four Nouvelle-Orléans et enregistre avec Claude Luter et André Réwéliotty, puis en 1961 sous son propre nom avec son groupe Washboard Five (Jazz pour Averty) avec Pierre Braslawsky (saxophone soprano), René Gervat (clarinette), Jacques Chrétien (cornet et trompette), Jean Abusch (guitare) et Teddy Hocquemiller (washboard),.
Au début des années 1960, Fonsèque travaille comme tromboniste et arrangeur pour Jacques Denjean et son Grand Orchestre De Jazz (album Jacques Denjean Jazz, Polydor 1962), avec lequel il se produit également au Festival International de Jazz d'Antibes/Juan-les-Pins. A cette époque, il joue également dans l'ensemble réformé The 4 Trombones Incorporated avec Charles Orieux, Michel Camicas et François Guin, dont font également partie Bernard Vitet, Jean-Louis Chautemps, Bob Quibel et Peter Giger. En 1964, l'ensemble fut engagé à l'Olympia de Paris et se produisit au festival de jazz de Juan-les-Pins. En 1965, il devient président du Jazz Club de France, et en 1966, il se produit avec différentes formations d'ensemble sous sa direction au Caveau de la Huchette. À partir de 1968, il joue dans l'orchestre des Folies Bergère. Dans les années 1970, il a travaillé avec différentes formations telles que le Pop Corn Brass Band et le High Society Jazz Band ; en 1974, il a fondé Jazz Fouchtra et a accompagné au milieu des années 1970 entre autres. Wallace Davenport, Benny Waters, Albert Nicholas, Red Richards et Michael. En 1979, il part en tournée avec Cat Anderson, dont des enregistrements live sont publiés sous forme d'album. Entre 1981 et 1992, il a enseigné le trombone et le tuba dans différents conservatoires et a créé des big bands avec ses élèves. En 1993, il a publié la revue Jazz Dixie Swing : du ragtime au big band.
Victime d’une fracture du col du fémur, Raymond Fonsèque décède le matin du 19 novembre 2011.

## Travaux sur le Super Tempérament

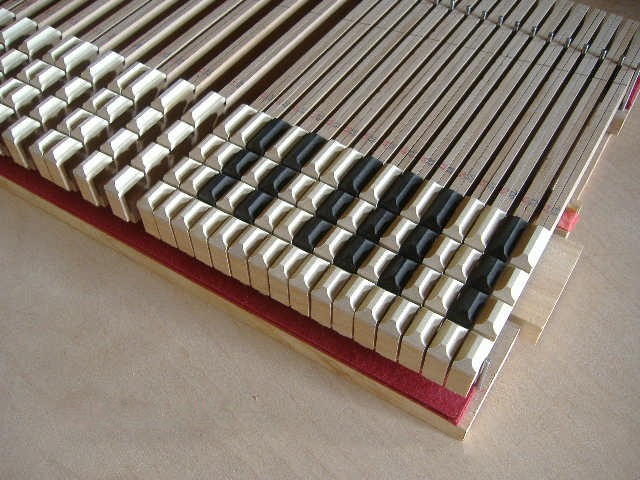
Clavier Super Tempérament Raymond Fonsèque, réalisé par Jean-Paul Rouaud.

En 1967, Raymond Fonsèque étudie l'ouvrage Expliquer l'harmonie ?  de Jacques Chailley qui lui permet de découvrir les travaux  de Pythagore, Aristoxène, Zarlino, Mersenne, Rameau et Helmholtz. En 1982, il travaille sur son ouvrage Etude sur le mécanisme harmonique. En 1983, il invente  un système à 24 tons au lieu des 12 de la gamme tempérée qu’il dénomme le « Super Tempérament » et dépose un brevet pour un clavier à 24 sons différenciés par octave. En novembre 1983, il fabrique le prototype de ce clavier. Il fera fabriquer par la suite des instruments à vent comme un trombone à pistons compensés avec trigger avec Pierre Hulot. Dès 1986, il présente le système Super Tempérament entre autres à la Faculté des sciences de Paris puis au Groupe d’Acoustique Musicale, de l'université Paris VI.

## Discographie sélective
- Raymond Fonsèque/Bill Coleman: Bill and the Boys
- Géométrie variable (2005)
- André Réwéliotty Et Son Orchestre: Jouent Des Inédits De Sidney Bechet (1959)